# MAKHNO
Студія MAKHNO або MAKHNO Studio — українська студія сучасної архітектури, дизайну інтер'єру та кераміки. Заснована в 2003 році дизайнером, архітектором та керамістом Сергієм Махном. Студія є популяризатором новітнього українського стилю на світовій арені володіє нагородами Best of the best від Red Dot Design Award, The International Property Awards, The Architecture MasterPrize, IDA Awards,  Restaurant & Bar Design. Про студію пишуть такі міжнародні професійні видання як ArchDaily, Designboom, Dezeen, ELLE Decoration, Architectural Digest, FRAME, Wall Street Journal, тощо. MAKHNO Studio є членом The Society of British and International Interior Design та входить до українського списку Forbes.

## Історія
Студія була заснована у 2003 році в Києві дизайнером, архітектором, керамістом та колекціонером Сергієм Махном. 
У 2004 році був реалізований перший дизайн-проєкт — створено ресторан у Києві. 
У 2009 році студія здобула перемогу на V міжнародній виставці Décor 2009.  
У 2010 році MAKHNO Studio реалізувала перший архітектурний проєкт — будівництво Jack's House в Київській області, а наступного року була вперше опублікована на порталі Dezeen.
У 2013 році було випущено книгу, фільм та організована виставка до 10-річчя студії під назвою "Життя ідей". 
У 2014 році студія посіла перше місце на "Interior Goda 2014" за реалізацію проєкту власного офісу. Наступного року були запущені напрями MAKHNO Product та розроблено перший закордонний проєкт приватного будинку в Португалії.
У 2016 році студія відкрила власну галерею предметного дизайну — Makhno Gallery в Києві.
MAKHNO Studio здобула нагороди Best of the Best від Red Dot Design Award та Best Interior Design Apartment від International Property Awards, а також стала  фіналістом «SBID» у 2017.
У 2018 році студія реалізувала проєкт найбільшого ресторану японської кухні в Європі та навчального закладу DTEK Academy.
У 2019 році студія представила артскульптури DIDO на iSaloni.Salone del Mobile.Milano. Euroluce  у Мілані, Італія.
У 2020 році була заснована MAKHNO Foundation.
У 2021 році студія  відкрила офіси в США, Німеччині, Японії та інших країнах.
У 2023 році сайт студії був визнаний “сайтом дня у світі” журі Awwwards та CSS Design Awards. Того ж року відбулася персональна виставка ZEMLYA в галереї Les Ateliers Courbe в Нью-Йорку.

## Діяльність
У  доробку студії входять понад 600 проєктів у 25 країнах світу близько 80 міжнародних нагород, понад 1000 публікацій у відомих профільних виданнях, участь у міжнародних виставках та персональні експозиції у дизайн-галереях. Студія має керамічну майстерню, де гончарі з мистецьких та ремісничих династій використовують автентичні техніки ручної роботи та свої авторські техніки.

## Громадська дільність
У 2023 році студія MAKHNO представила проєкт зупинки-сховища для захисту від обстрілів та уламків під час ракетних ударів, а також розробила проєкт Музею українського сучасного мистецтва та кераміки.
Студія проводить благодійні акції, зокрема Dido Christmas, кампанія на підтримку родинного дому «Дача» від благодійного фонду «Запорука», де перебувають тяжкохворі діти.

## Дизайн
Підхід MAKHNO полягає у поєднанні футуристичних форм та традиційних технік, а також у використанні натуральних екологічно чистих матеріалів. Роботи студії мають яскраво виражену художню складову і є артоб'єктами.